# Castillo del Berrueco (Torredelcampo)

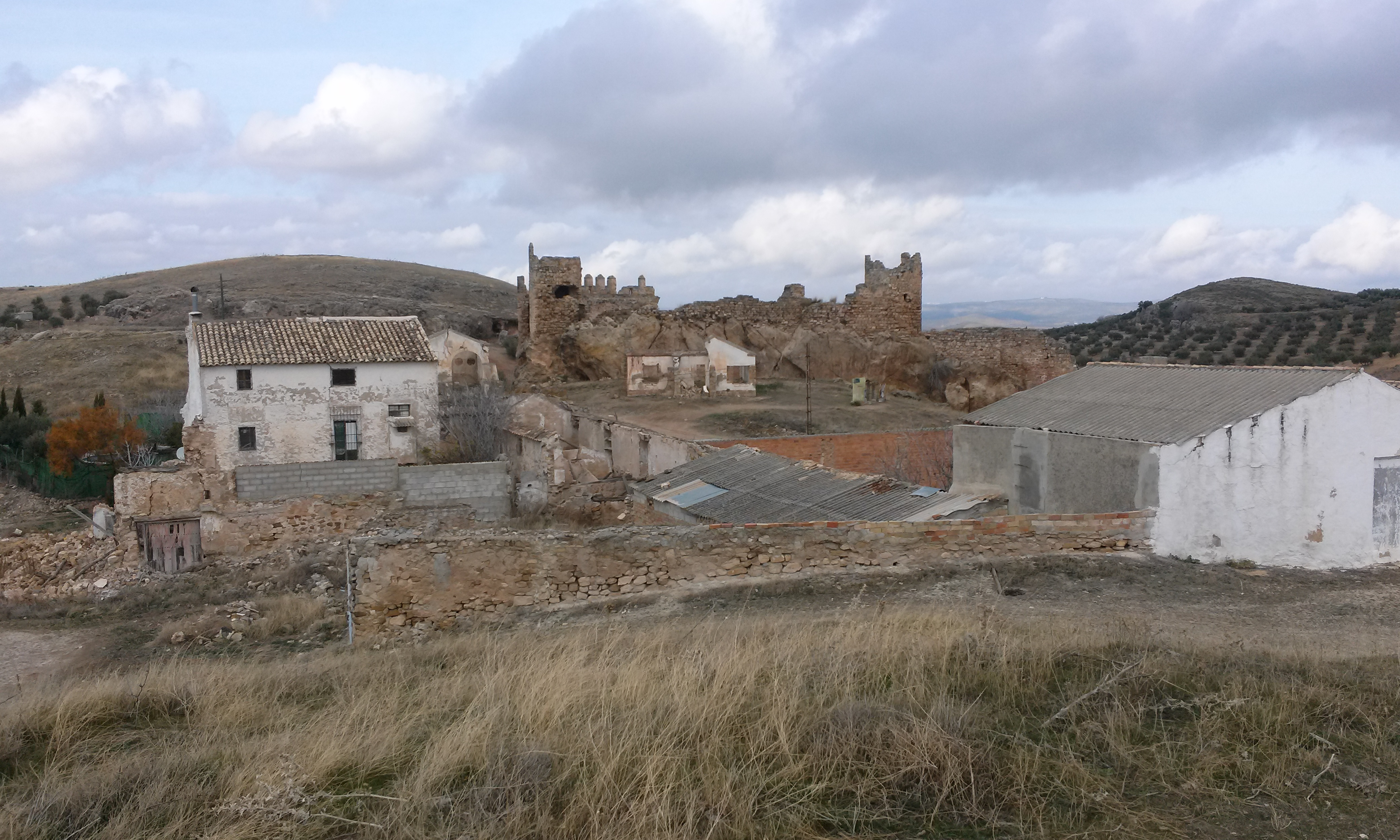
Aldea del Berrueco

El castillo del Berrueco es una fortificación construida por los musulmanes alrededor del siglo XII y reformada tras la conquista castellana. Por su estratégico posicionamiento (herencia de la antigüedad, pues por este lugar discurría una calzada menor), se vio envuelto en los enfrentamientos fronterizos entre moros y cristianos así como en las disputas civiles que enfrentaron a los nobles con el rey Enrique IV. En general su estado de conservación es bueno aunque debería ser restaurado. Todo el castillo es de mampostería regular con mucho ripiado de yeso y argamasa. 

## Ubicación
Está situado en el término municipal de Torredelcampo, Jaén. Ubicada sobre un saliente rocoso, se encuentra a unos 18 km de Jaén, a unos 13 km de Torredelcampo y a unos 5 km de Fuerte del Rey. Forma parte de la Ruta arqueológica de los Torreones de la campiña de Jaén, de la Ruta Calatrava, de la Ruta de los Castillos y las Batallas y de la Ruta de los Nazaríes, incluyéndose en el catálogo de castillos y atalayas de la comarca de La Campiña. No muy lejos se encuentran la Muña, Torre Olvidada, la Aldehuela, las Torrecillas, el Término, Villardompardo, así como las fortificaciones mayores de Torredonjimeno y Martos.
El castillo del Berrueco se sitúa junto a un antiguo cruce de caminos (Jaén-Arjona y Andújar, y Cazalilla, Mengíbar y Atalayuelas (Fuerte del Rey) con Martos y Porcuna), de gran valor estratégico. No obstante, el castillo posee un control visual del entorno limitado, al encontrarse rodeado de otras alturas superiores. Se ubica entre dos pequeños arroyos, en tierras agrícolas de secano. Junto al camino de Jaén a Arjona, a pocos metros al norte del castillo, existe un importante pilar-abrevadero, el cual servía desde época medieval para abastecer agua a los ganados trashumantes que transitaban por el camino.

## Fortificaciones
La fortaleza se alza sobre un saliente rocoso, dividiéndose en dos recintos claramente diferenciables. En el recinto superior se encuentran tres torres de defensa y delimitación del mismo, dos de ellas de planta circular y la tercera cuadrada, ubicadas en las esquinas, con un muro de cierre. El recinto inferior se encuentra en un espacio muy abrupto, acoplándose sus murallas al relieve del terreno, dando lugar con ello a un trazado sinuoso que facilita la defensa.
Aún pueden observarse los adarves sobre algunos lienzos de la muralla, defendidos por aspilleras y almenas apuntadas. El lienzo norte también conserva restos de matacanes o parapetos en voladizo, sostenidos por ménsulas, en un intento por proteger los puntos débiles de la fortificación. Esta muralla exterior está bien conservada. Completa la defensa natural de la roca en la que se apoya, y que necesitaría una urgente consolidación, ya que en algunos tramos se está desprendiendo.

## Leyenda
La fortaleza fue conquistada en 1465 por el maestre de la Orden de Calatrava, don Pedro Girón, hombre muy poderoso a la sazón caudillo del bando rebelde. Cuenta la leyenda que este ofreció al rey Enrique IV dejar las armas con la condición de que le concediese la mano de su hermana Isabel, la que sería Isabel la Católica. El monarca aceptó la proposición, aprobando el casamiento, si bien maestre calatravo tenía el doble de edad que Isabel.
Cuando Pedro Girón se dirigía a Segovia para la boda con lucida comitiva, partiendo desde Porcuna, se detuvo a hacer noche en el castillo del Berrueco. Durante el camino una bandada de cigüeñas, compuesta por gran número de ellas y con una de ellas primera guiando, lo había seguido, y al detenerse Girón en el castillo para cenar y dormir en él, las aves dieron vueltas en círculo sobre el castillo durante un rato, hasta oscurecer el cielo sobre la fortaleza y haciendo gran ruido con los picos, para después proseguir su viaje. Don Pedro preguntó qué podía significar aquello, no habiendo nadie capaz de responderle, por no haber visto ni oído nunca nada semejante. A los pocos días Pedro Girón moría en Villarrubia de los Ojos (Ciudad Real) en extrañas circunstancias, por lo que se tomó el suceso de las cigüeñas como de mal augurio.
Algunos de los que le acompañaban pensaron que el monarca Enrique IV se había arrepentido de ofrecerle el casamiento de su hermana y se había conjurado para que Girón nunca llegase. No obstante, otros apuntan que la causa de la muerte de Pedro Girón fue la cena, posiblemente porque estuviera envenenada.

## Protección
Declarado Monumento Histórico, es decir, Bien de Interés Cultural. Se encuentra bajo el auspicio de la Declaración genérica del Decreto de 22 de abril de 1949, así como de la Ley 16/1985 sobre el Patrimonio Histórico Español. Es de titularidad municipal desde el año 2009. Está señalizado con paneles informativos e indicadores de distancia en los caminos circundantes. 

## Historia y actualidad
Tras este acontecimiento, el castillo cayó en manos realengas y tuvo una importancia militar destacada por ser una avanzadilla de Jaén en territorio rebelde frente a Arjona.
El siglo XVI supuso la decadencia del lugar. La aldea que había junto al castillo, y que pertenecía al Concejo de Jaén, se convirtió en cortijada, aunque estuvo poblada hasta mediados del siglo XX. Unas décadas antes se había restaurado la pequeña iglesia y construido una escuela, que hoy día se encuentran en estado de ruina. En la actualidad algunos cortijos se encuentran habitados de manera permanente o intermitente y las dispersas naves que se han levantado en ella se emplean la mayoría como almacén de maquinaria y aperos agrícolas relacionados con el olivar.
En la cima del cerro donde se sitúa el castillo se observan vestigios de poblamiento y fortificación, con hallazgos ibéricos, románicos y visigóticos que evidencian la persistente ocupación de que fue objeto en todas las épocas, aunque en general se trata de un asentamiento romano de gran extensión que ocupa no solo el cerro de San Antón sino también la parte inferior de la ladera de éste.
En 1311 y 1380, este castillo aparece citado entre los de Jaén. Durante las guerras civiles, el Berrueco fue conquistado por la gente de don Pedro Girón en el verano de 1650. En las treguas del mismo año se estipulaba que este castillo quedaba en prenda y si alguna parte la rompía, se le daría a la otra. Pasada la tregua volvió a don Pedro Girón, que era caudillo del bando rebelde.